# Tortula plinthobia
Tortula plinthobia är en bladmossart som beskrevs av Brotherus 1902. Tortula plinthobia ingår i släktet tussmossor, och familjen Pottiaceae. Inga underarter finns listade i Catalogue of Life.